# 青研香港
青研香港（英語：Youth Vision HK）是香港一個政策研究組織和青年團體，成立於2020年3月。組織主要活動以議政、社會行動、交流宣講、研究政策為主。其核心成員主要為民建聯、新民黨成員及獨立建制派人士。青研香港創辦人及召集人是民政事務總署將軍澳（北）分區委員會副主席陳志豪，副召集人有葵青區議員郭芙蓉和選舉委員會委員林宇星。

## 成員
青研香港成員主要為建制派青年政治人物、地區工作者等。

### 召集人
- 陳志豪，民政事務總署將軍澳（北）分區委員會副主席，西貢區撲滅罪行委員會委員，新民黨及公民力量社區發展主任，時事評論員，河南省政協委員，香港政協青年聯會常務副主席，香港再出發大聯盟共同發起人，全國港澳研究會會員。

### 副召集人
- 郭芙蓉，葵青區議員（大白田西選區），民建聯成員。
- 林宇星，選舉委員會委員（第四界別），沙田區防火委員會委員，公民力量發言人。

### 發言人
- 賴嘉汶，屯門區議員（欣田選區），民建聯及新社聯成員，公屋聯會執委。
- 周元谷，愉景灣地區幹事。
- 莊展銘，民建聯元朗支部副主席。

### 成員
- 潘孝汶，民政事務總署龍山分區委員會委員，民建聯民政事務副發言人，新社聯北區地區委員會副主席。
- 羅曉楓，民政事務總署大埔南分區委員會副主席，經民聯成員。
- 丁政凱，本地青年歌手。
- 郭宣彤，香港浸會大學商業管理校友會會長，香港河南總商會青年委員會主席。
- 張柏源，新民黨及公民力量社區發展主任。

## 顧問
青研香港邀請多位建制派政治人物出任顧問。公開資料顯示，青研香港顧問有：
- 陳恒鑌，立法會議員，民建聯交通事務發言人及工商專業委員會副主席。
- 周浩鼎，立法會議員，民建聯副主席，律師。
- 容海恩，立法會議員，新民黨副主席，執業大律師。
- 李世榮，立法會議員，民政事務總署馬鞍山北分區委員會主席，沙田區撲滅罪行委員會委員，民建聯中委，新社聯副理事長，前沙田區議員（耀安選區）。

## 建議

### 恢復香港與內地和澳門正常通關
2020年10月19日，青研香港成員聯同立法會議員陳恒鑌召開記者會，要求香港特區政府採取措施恢復香港與內地和澳門之間的正常通關，建議港府單方面放寬對澳門及內地入境香港的要求，容許持有效核酸檢測陰性證明的香港居民可以免隔離入境，並逐步擴展至非香港居民。港府隨後推出「回港易」和「來港易」計劃，容許合資格的香港居民和非香港居民免隔離入境。

2021年10月20日，青研香港成員聯同立法會議員容海恩召開記者會，再次要求港府採取措施恢復香港與內地和澳門之間的正常通關，建議港府直接引入內地「健康碼」在香港本地使用，以爭取內地同意連續使用「健康碼」一個月、已接種兩劑新冠疫苗、且核酸檢測呈陰性的港人，可獲得免檢疫進入內地的配額。

### 打擊「假新聞」
2021年5月6日及6月3日，青研香港兩度召開記者會，認為無論是傳統媒體還是網絡媒體和自媒體均「充滿亂象」，需要「立法監管」。召集人陳志豪建議港府考慮立法要求註冊社交網站賬號需提交真實個人資料，此外，還應立法迫令社交網站營運商加強規管其平台的訊息，為其用戶所發表的違法內容承擔一定的法律責任。發言人周元谷建議立法制定更嚴謹的網媒註冊制度，政府應研究要求全部網媒（包括任何自稱「傳媒」的網站、社交媒體專頁等）進行「註冊」，如拒不註冊將不能以「傳媒」和「記者」身份行事。

### 土地房屋
青研香港發言人莊展銘認為「北部都會區」是解決香港土地房屋問題的正面回應；他認為釋放濕地、郊野公園邊陲地對解決房屋問題是「利多於弊」。

## 其他活動

### 批評台灣拒絕陳同佳入境是「政治算計」
引發香港反對逃犯條例修訂草案運動的潘曉穎命案疑犯陳同佳原擬2020年10月赴台投案，但在申請入台許可時被台方拒絕。台灣政府認為事件涉及台、港雙方管轄權及相關公權力的行使，必須先完成相關法律程序，再談入境問題。

青研香港召集人陳志豪、副召集人林宇星和發言人周元谷等人在2020年10月16日到金鐘的台北經濟文化辦事處外示威，批評台灣政府拒絕陳同佳赴台是「政治算計」，企圖「包庇殺人兇手」，批評蔡英文「賤視香港人命」，促請台灣政府容許陳同佳入境投案。

## 外部連結
- 青研香港的Facebook專頁（繁體中文）
- YouTube上的青研香港頻道（繁體中文）